# Carl Menger
Carl Menger (Neu-Sandez, 23 de fevereiro de 1840 — Viena, 26 de fevereiro de 1921) foi um economista austríaco, fundador da escola austríaca. Desenvolveu uma teoria subjetiva do valor, a teoria da utilidade marginal, ligando-a à satisfação dos desejos humanos; teoria esta primeiramente desenvolvida por Pierre de Jean Olivi (1248-1298) e retomada por São Bernardino de Sena no século XIV.

## Pensamentos e Influência
Uma das principais inspirações dos trabalhos de Hayek sobre ordem espontânea estão presentes em Carl Menger, especificamente em seu livro Investigations into the Methods of the Social Sciences. Segundo Menger:
“O direito, a linguagem, o Estado, a moeda, o mercado, todas essas estruturas sociais, em suas várias formas empíricas e em suas mudanças constantes, são, em grande extensão, o resultado não intencional do desenvolvimento social."
"Nós somos aqui confrontados com o aparecimento de instituições sociais que, em grande medida, servem o bem-estar da sociedade. De fato, elas são muito frequentemente de importância vital para ela e ainda não são o resultado da atividade social comunal. É aqui que encontramos um problema significativo, talvez o mais significativo, das ciências sociais:
Como é possível que instituições que servem o bem-estar comum e são extremamente importantes para seu avanço podem surgir sem uma vontade comum visando sua criação?”
Quanto a sua posição política, Yukihiro Ikeda diz que “Menger era um protagonista moderado do liberalismo econômico, o que faz dele um estranho no ninho entre os últimos protagonistas da Escola Austríaca de Economia, tais como Ludwig von Mises e Friedrich Hayek.” 
Já Hayek dizia que “Na realidade, ele tendia ao conservadorismo ou ao liberalismo do velho tipo. Ele tinha certa simpatia pelo movimento de reforma social, mas o entusiasmo social nunca iria interferir em seu frio raciocínio.”
Menger, em seus escritos, demonstrou certa tendência conservadora em seu pensamento, citando positivamente autores como Burke ou Savigny por compreenderem a importância das instituições orgânicas da vida social.
Quanto à política econômica, Menger se baseou bastante em Adam Smith, mas reconhecia que a ideia de que ele defendia uma posição 'laissez-faire' é um mito. O austríaco compreendia a necessidade da competição e de um amplo escopo para a manifestação da livre ação individual, mas também defendia a possibilidade de atuação do Estado em setores como infraestrutura, educação e meio ambiente. Ele também defendia taxação progressiva e leis de proteção ao trabalhador.
Menger brevemente ecoa a crítica de Hayek, exposta em seu artigo Economics and Knowledge, de que a economia teórica não pode ser considerada totalmente a priori. Segundo Hayek, a priori era a lógica da escolha individual, mas quando passamos para a interação entre várias pessoas, cada uma possuindo uma quantidade finita e particular de conhecimento, entra em consideração não apenas a lógica da escolha, mas também o fato de se as pessoas aprendem e como aprender. Só assim podemos falar que o mercado tende ou não ao equilíbrio, por exemplo; e só assim pode haver um tratamento adequado de fenômenos como competição. Menger, em uma crítica parecida, diz:
“Mesmo se os homens econômicos sempre e em todo lugar se deixassem ser guiados exclusivamente pelo auto-interesse, a estrita regularidade dos fenômenos econômicos teria, contudo, de ser considerada impossível, por causa do fato dado pela experiência de que em numerosos casos eles estão errados sobre seu interesse econômico, ou ignorantes sobre as condições econômicas… A pressuposição de uma estrita regularidade dos fenômenos econômicos, e, com isso, de uma economia teórica no múltiplo significado do termo, não é apenas o dogma do auto-interesse sempre constante, mas também o dogma da “infalibilidade” e “onisciência” dos seres humanos nas questões econômicas.”

## Contribuições econômicas
Para ele, as trocas ocorrem porque os indivíduos tem avaliações subjetivas diferentes de uma mesma mercadoria: toda a atividade econômica resulta simplesmente da conduta dos indivíduos e deve ser analisada a partir do consumo final, como uma pirâmide invertida.
Definição de valor para Menger: um bem tem valor pois satisfaz uma necessidade, sendo que esse valor deriva da necessidade que não seria satisfeita caso não tivéssemos o bem.
Valor é diferente de preço (que é determinado pelo mercado, dependendo assim, da concorrência e informação).
Sua teoria da utilidade foi também desenvolvida, na mesma época (1871) e independentemente, por Jevons, mas foram Menger e seus discípulos Böhm-Bawerk e von Wieser que melhor a exploraram.
Menger foi professor de economia política na Universidade de Viena de 1873 a 1903. Sua obra mais importante, na qual desenvolveu sua teoria da utilidade marginal, é Die Grundsatze der Volkswirtschaftslehre de 1871. Também deixou contribuições no campo da teoria monetária e da metodologia das ciências humanas.
Menger utilizou sua Teoria subjetiva do valor para chegar no que ele classificou como um dos insights mais poderosos da ciência econômica: "trocas são mutuamente benéficas". Ao Contrário de William Jevons, Menger não acreditava que os bens tinham "uteis" ou "unidades de utilidade". Ao invés disso, ele descreveu os bens como sendo valiosos porque eles servem a diversos usos cuja importância difere entre sí. Menger também desenvolveu uma explicação para como o dinheiro se desenvolve na sociedade que é aceita por algumas escolas econômicas ainda hoje.